# كليمنس ميشالسكي
كليمنس ميشالسكي (بالإنجليزية: Clemens Michalski)‏ هو سياسي أمريكي، ولد في 21 أبريل 1902، وتوفي في 20 أكتوبر 1977. حزبياً، نشط في الحزب الديمقراطي. وقد انتخب عضو جمعية ولاية ويسكونسن.